# Fibula Corsini
Pour les articles homonymes, voir Corsini et Corsini (homonymie).
La Fibula Corsini  est une fibule en or décorée par granulation, pièce maîtresse de l'orfèvrerie étrusque du VIIe siècle av. J.-C., conservée au musée archéologique national de Florence. 

## Histoire
En 1908, à Marsiliana d'Albegna, une frazione de la commune de  Manciano  (province de Grosseto), les fouilles menées par le prince Tommaso Corsini (1835-1919) ont mis au jour 109 sépultures d'une nécropole de l'époque orientalisante (nécropole de la Banditella) datant de la fin du VIIIe au VIe siècle av. J.-C..
La fibule, un petit objet d'usage commun entre le VIIIe et le VIIe siècle av. J.-C. révélait par sa classe le rang d'un personnage important, inhumé au centre d'un cercle de pierres auprès des restes d'un char de guerre et d'un riche trousseau funéraire composé de vases en bronze.
L'épingle d'argent et or laminé était celle d'un chef. En effet le long de l'arc et sur le fourreau figurent des petits canards et des lions.
Les figures sont réalisées par estampage en mettant côte à côte deux bandes et en utilisant pour les détails la technique de la granulation.
Les animaux représentés sont symboliques : des oiseaux qui, lors de leur migration, indiquent une voie par-delà l'horizon physique, plus loin que la mort et surveillant les quatre points cardinaux associés aux principes royaux.
La qualité de sa finition la fait reconnaître comme un produit fabriqué dans un atelier de l'Étrurie méridionale, semblable à l'orfèvrerie réalisée dans les centres de Préneste et Cerveteri.
La découverte de la fibule en 1908 eut une telle résonance que même le roi d'Italie Victor-Emmanuel III, la  reconnut comme « fulgida espressione della cultura etrusca » (« brillante expression de la culture étrusque »).

## Sources
- Voir lien externe